# Eurya yakushimensis
Eurya yakushimensis là một loài thực vật có hoa trong họ Pentaphylacaceae. Loài này được (Makino) Makino mô tả khoa học đầu tiên năm 1913.